# Baryssinus albifrons
Baryssinus albifrons är en skalbaggsart som beskrevs av Monné och Martins 1976. Baryssinus albifrons ingår i släktet Baryssinus och familjen långhorningar. Inga underarter finns listade.